# Cardamine seravschanica
Cardamine seravschanica är en korsblommig växtart som beskrevs av Viktor Petrovitj Botjantsev. Cardamine seravschanica ingår i släktet bräsmor, och familjen korsblommiga växter. Inga underarter finns listade i Catalogue of Life.